# Verloochening van Petrus

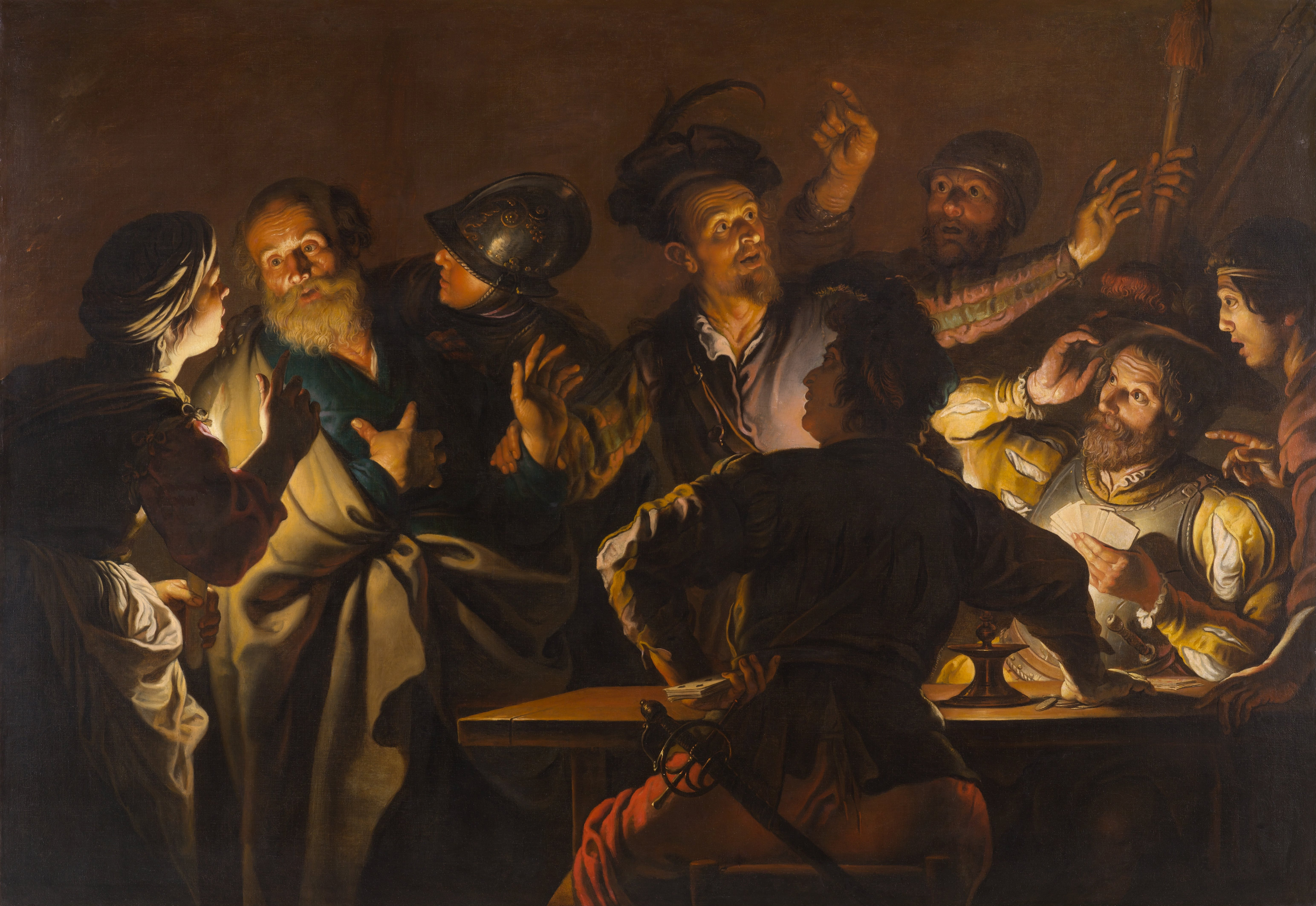
Gerard Seghers: De verloochening van Petrus (ca. 1623)

De verloochening van Petrus of ontkenning van Petrus is een verhaal in het Nieuwe Testament dat zich afspeelt tijdens het proces tegen Jezus.

Verloochening van Petrus in de kunst
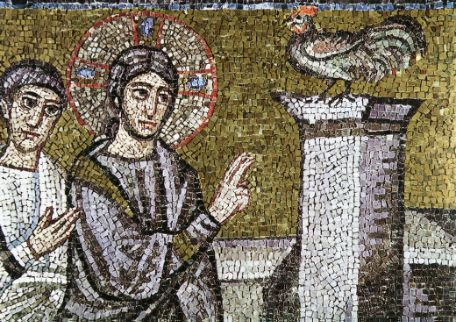
Basiliek van Sant'Apollinare Nuovo, 6e eeuw
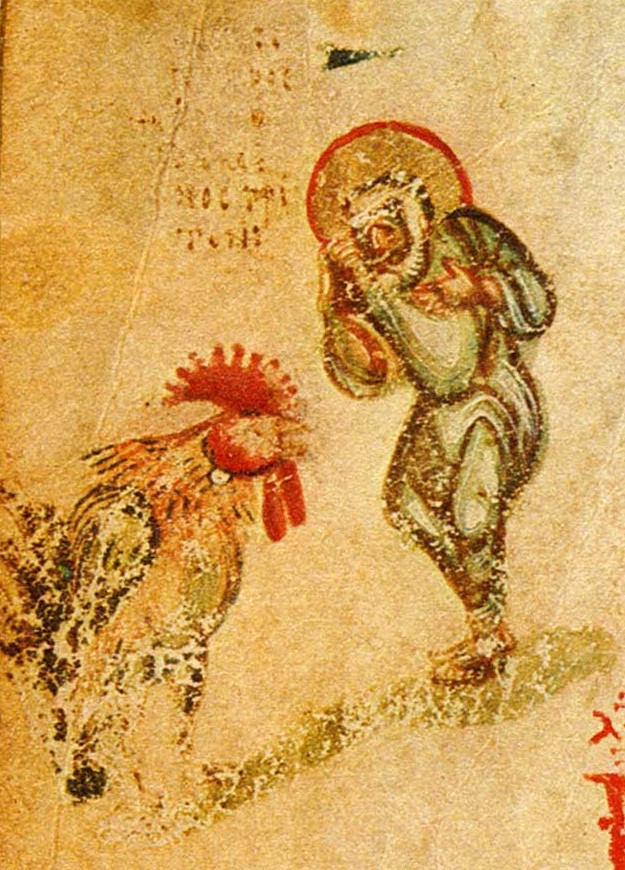
Chludov Psalter, 9e eeuw
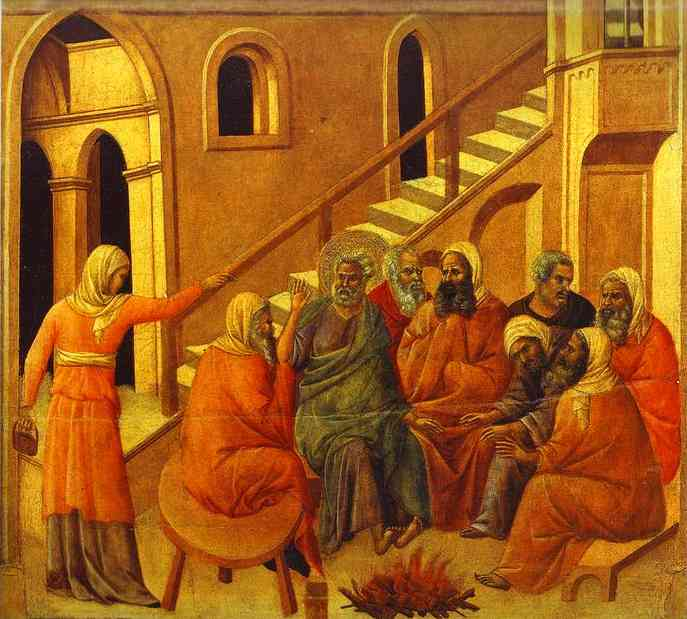
Duccio, 1308–11
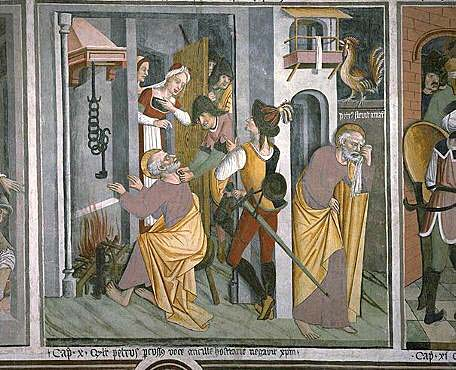
Notre-Dame des Fontaines, 15e eeuw
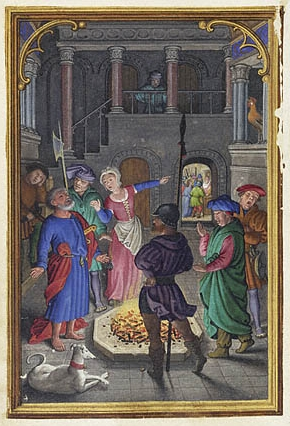
Simon Bening, 1525–30
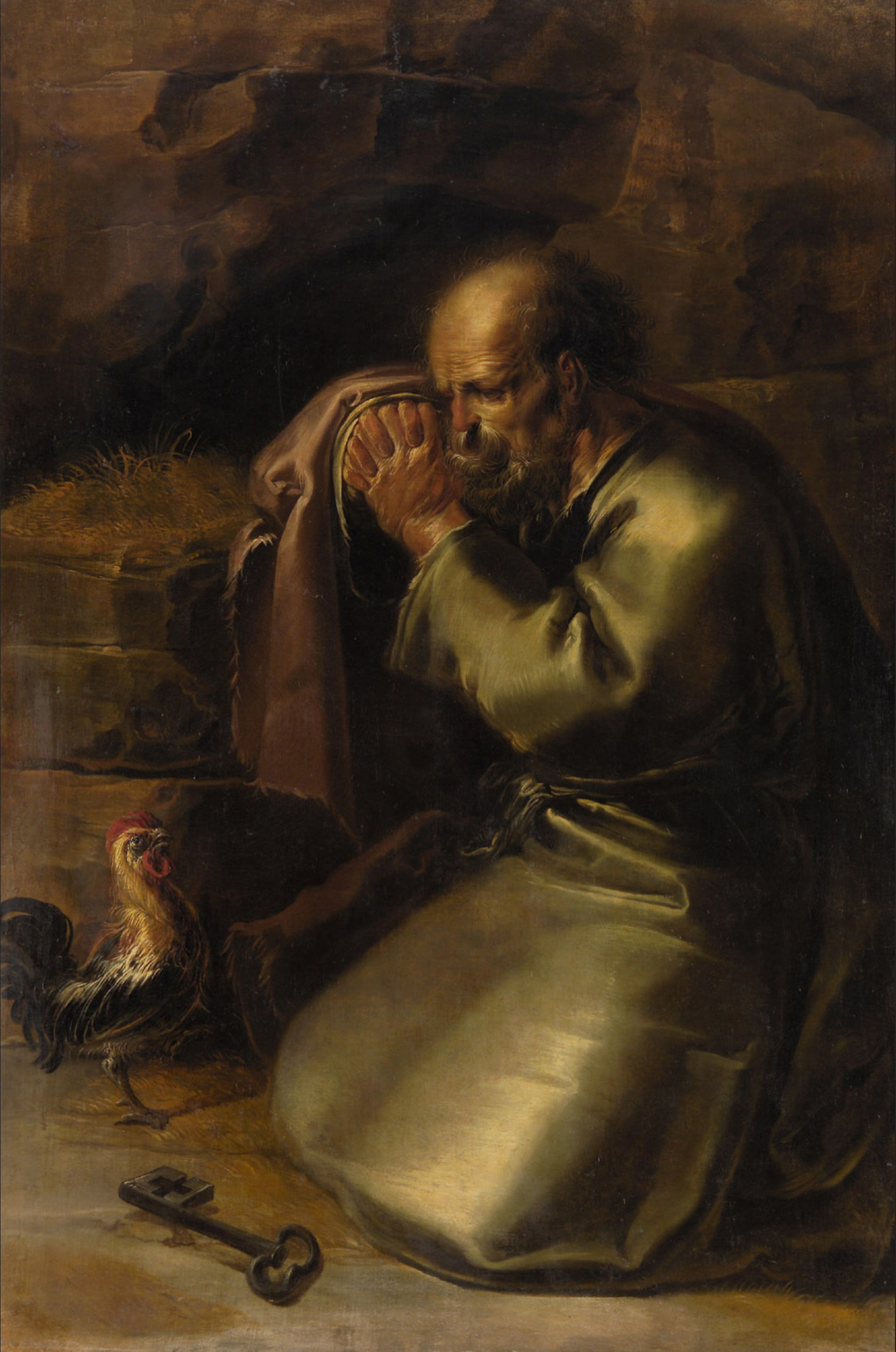
Jan van de Venne, Verloochening van Petrus
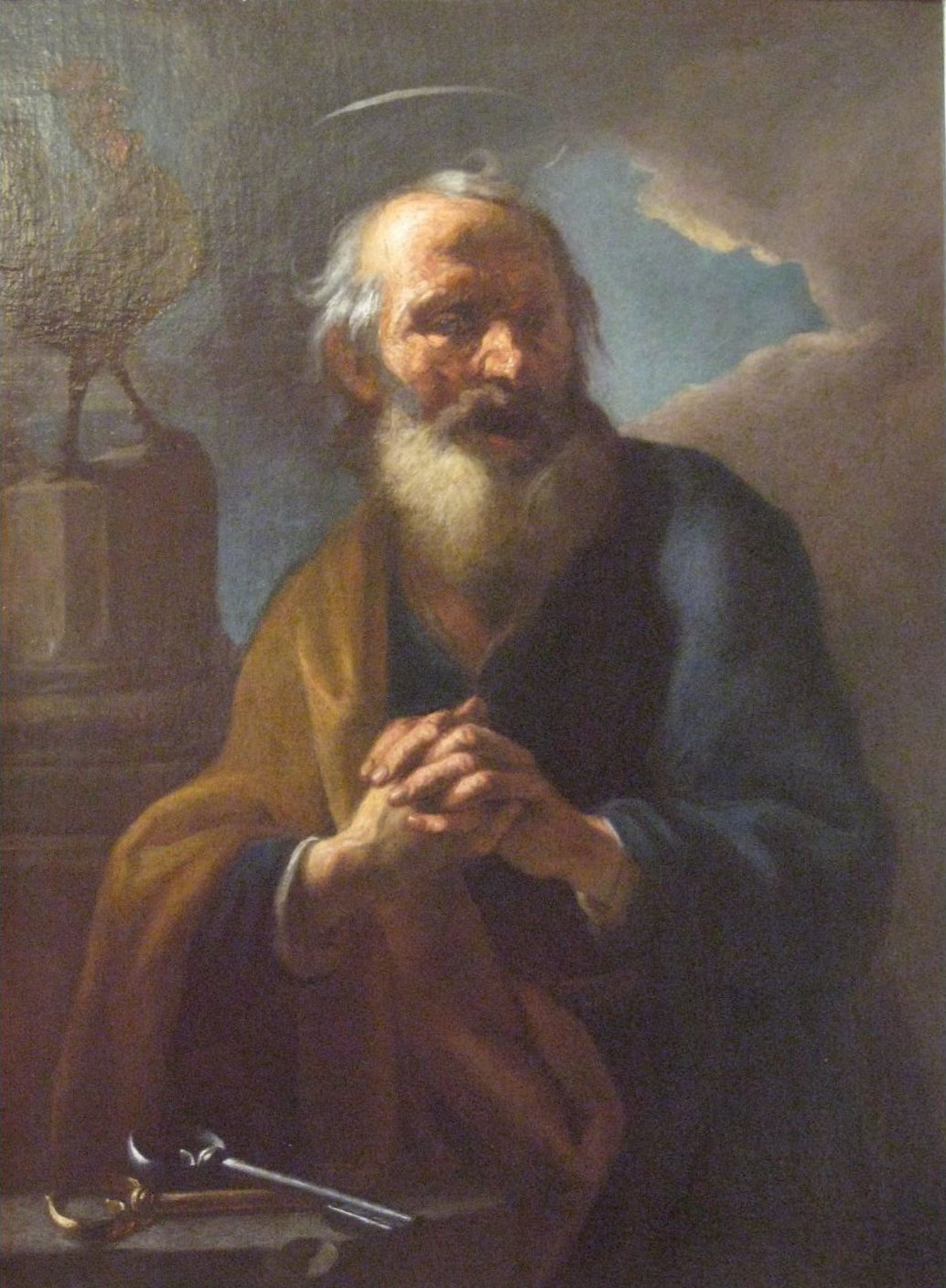
Inkeer van Petrus, Petr Brandl, 1724
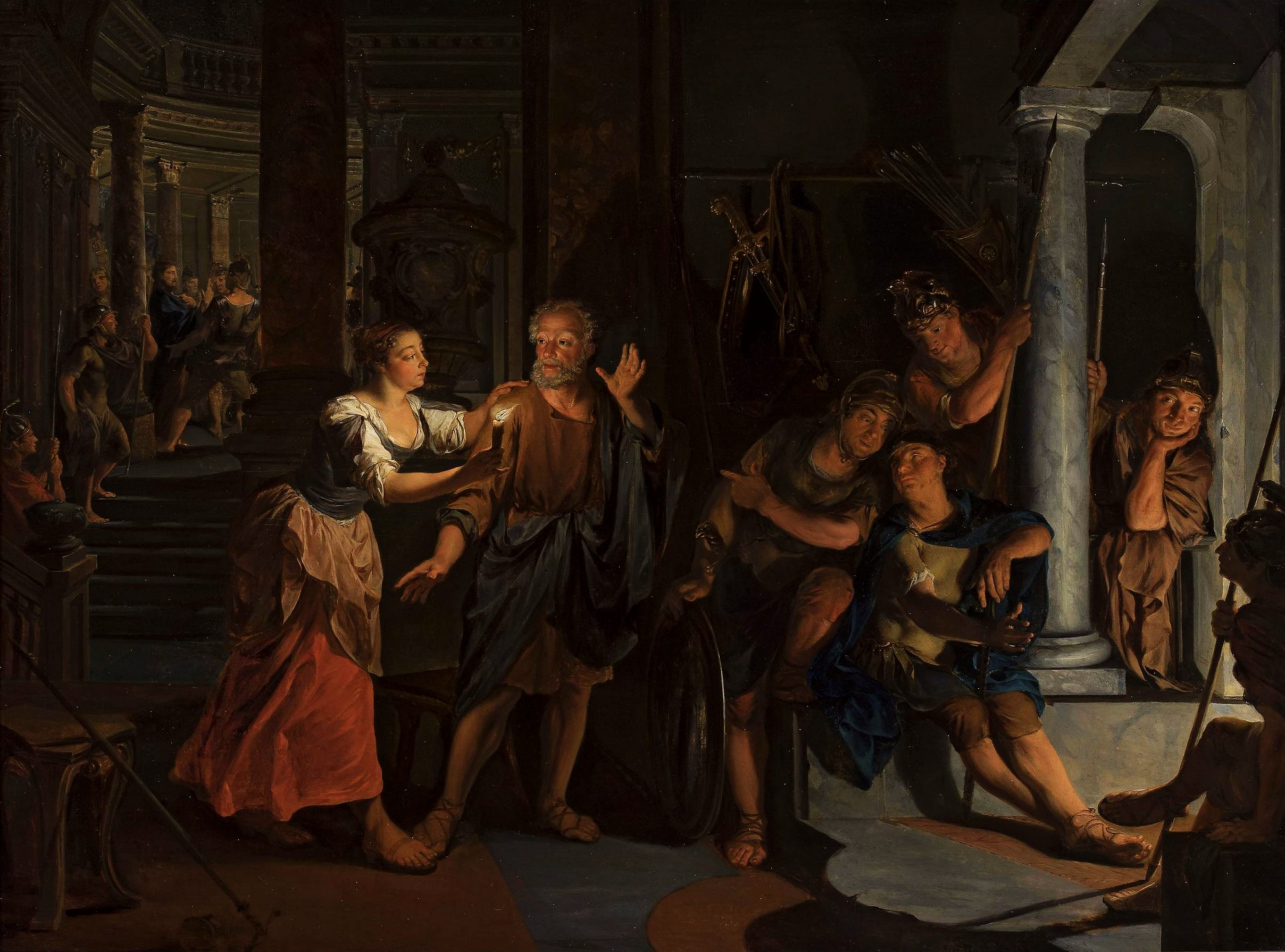
Nicolaes Knüpfer, Verloochening van Petrus
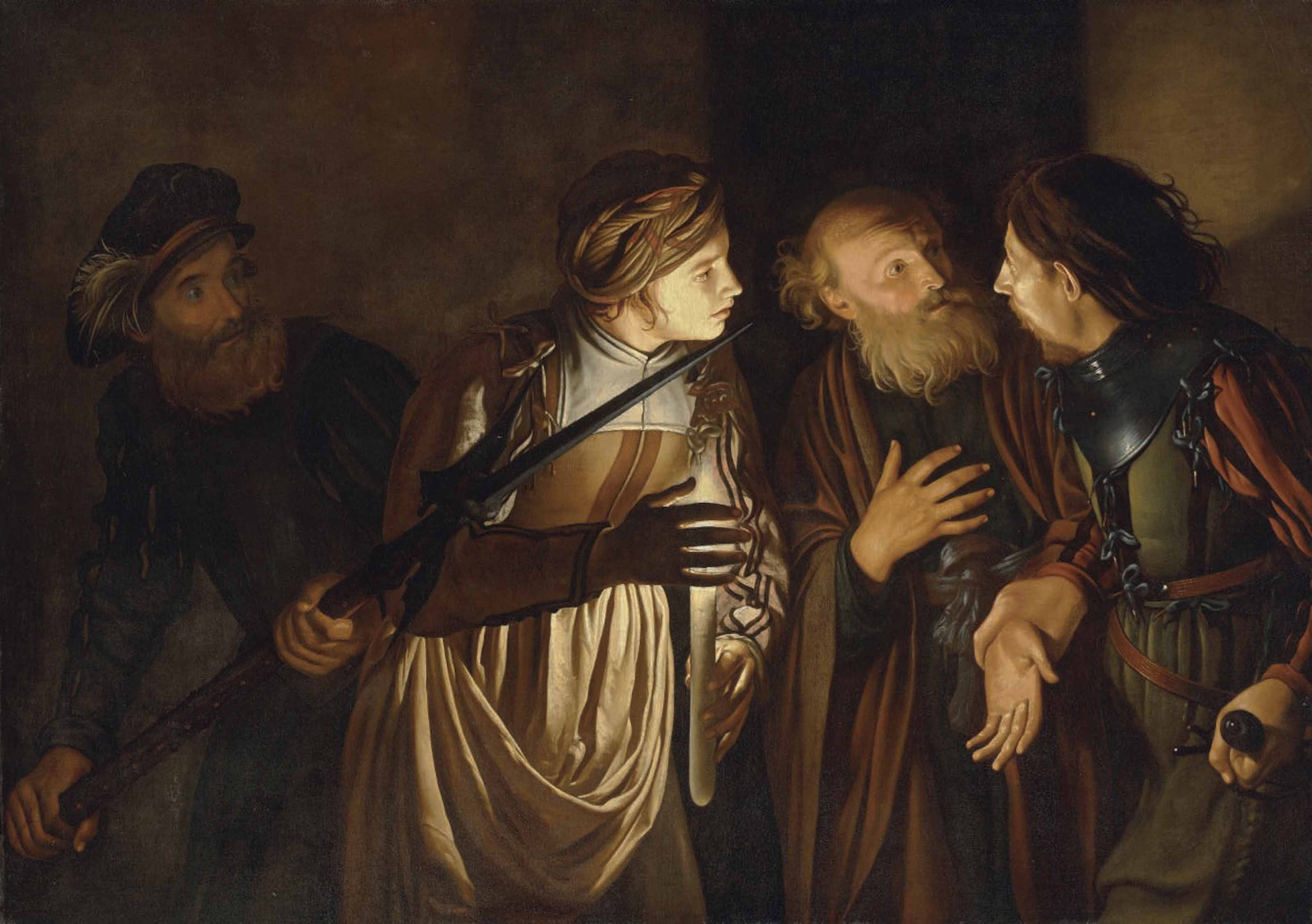
Adam de Coster, Verloochening van Petrus
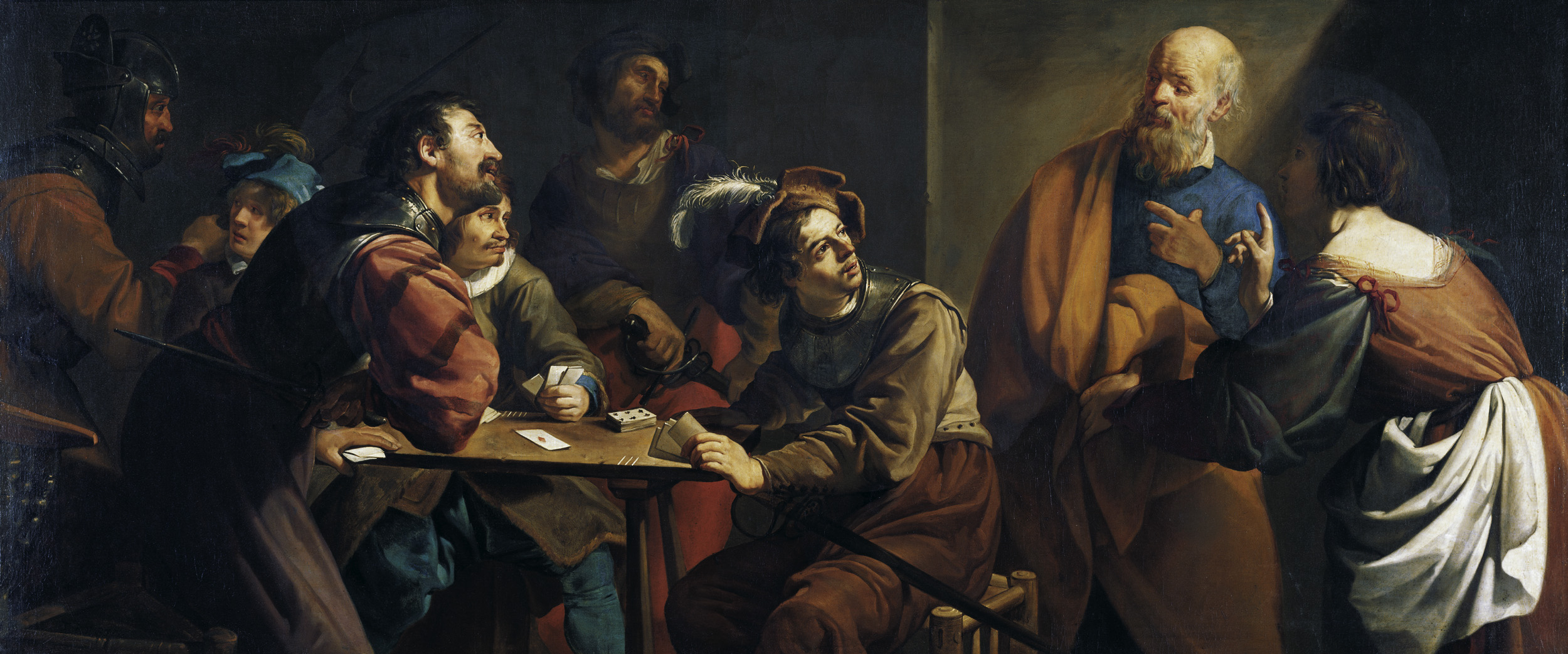
Theodoor Rombouts, Verloochening van Sint-Petrus
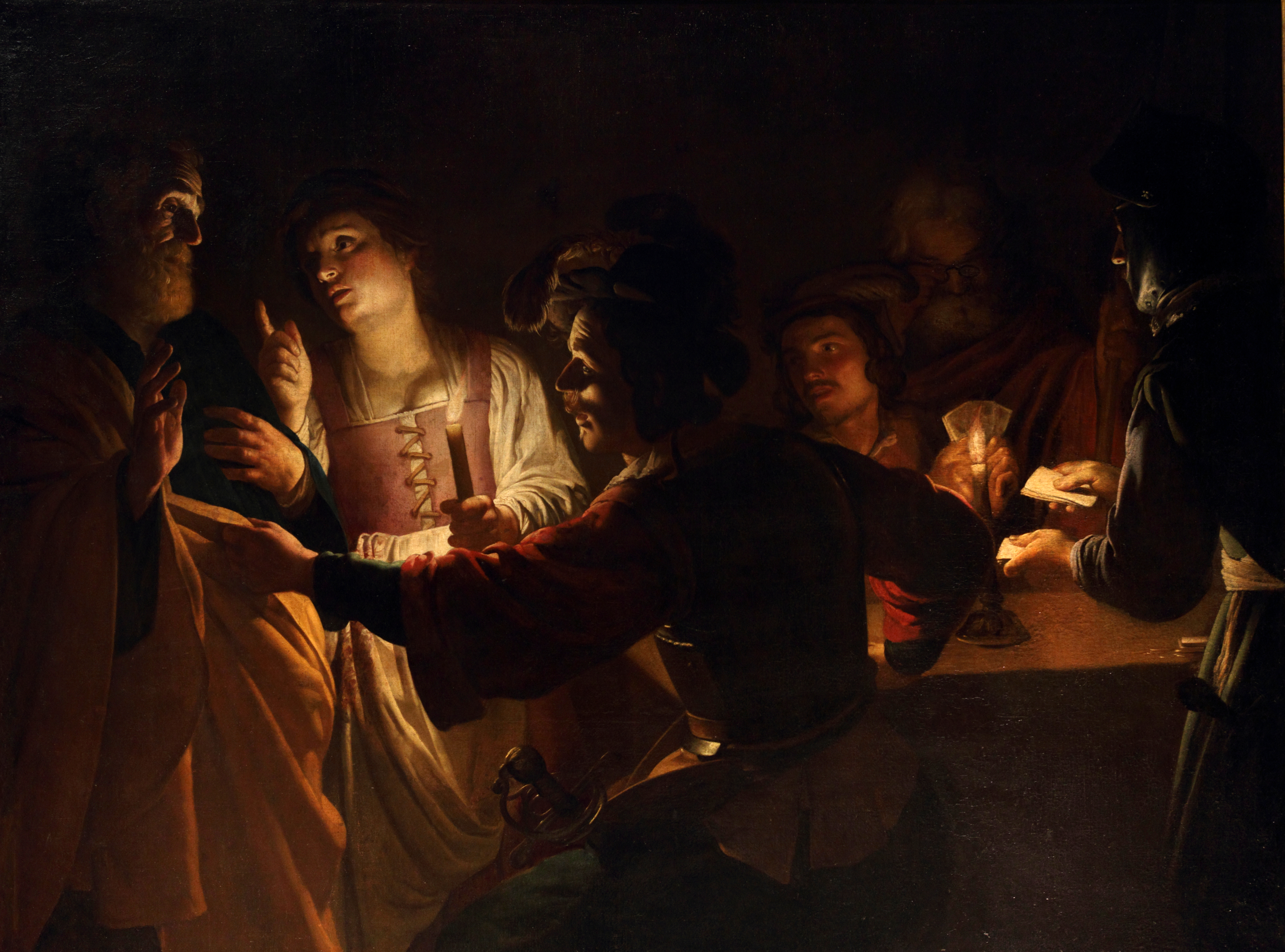
Gerard van Honthorst, Verloochening van Sint-Petrus
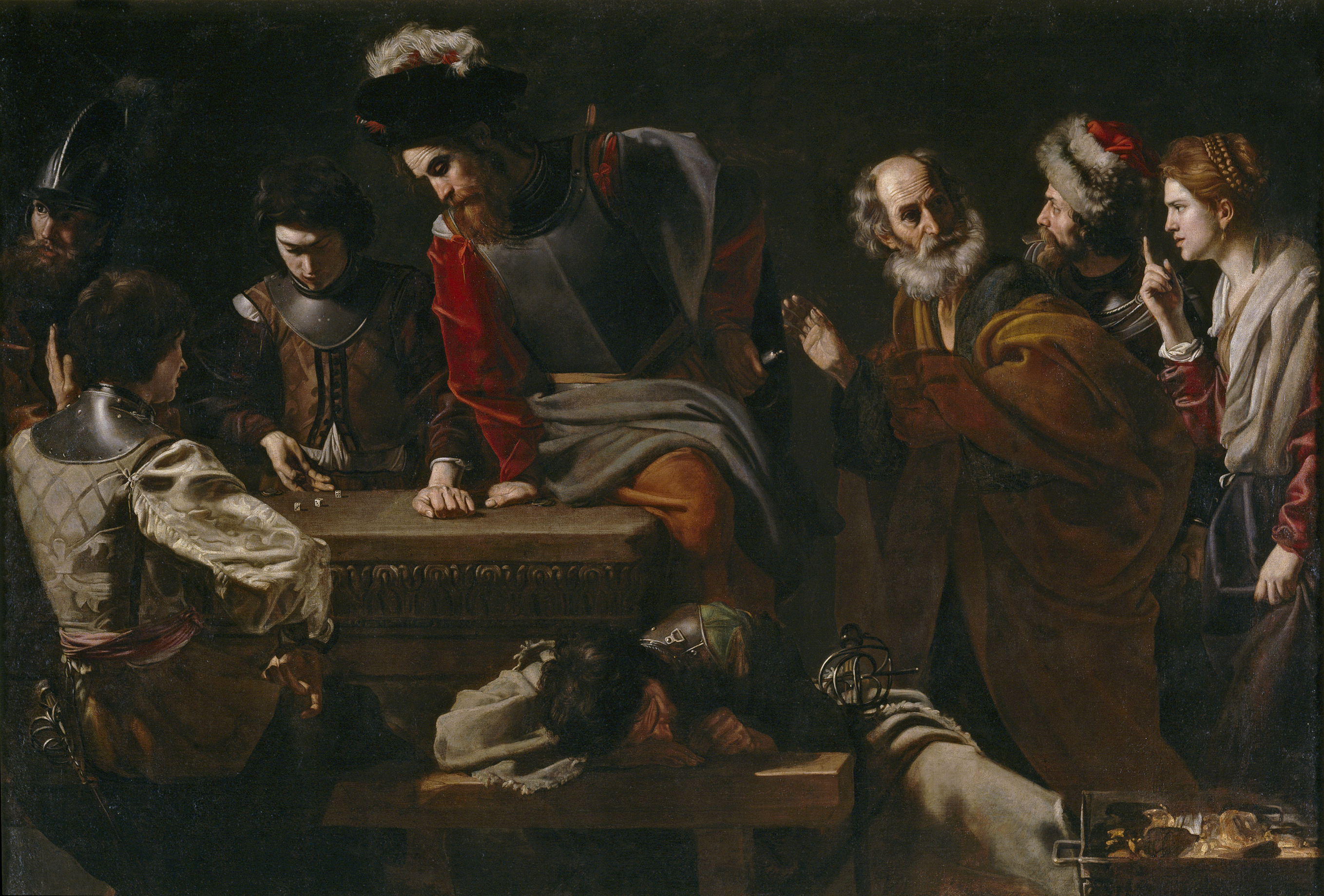
Nicolas Tournier, Verloochening van Sint-Petrus
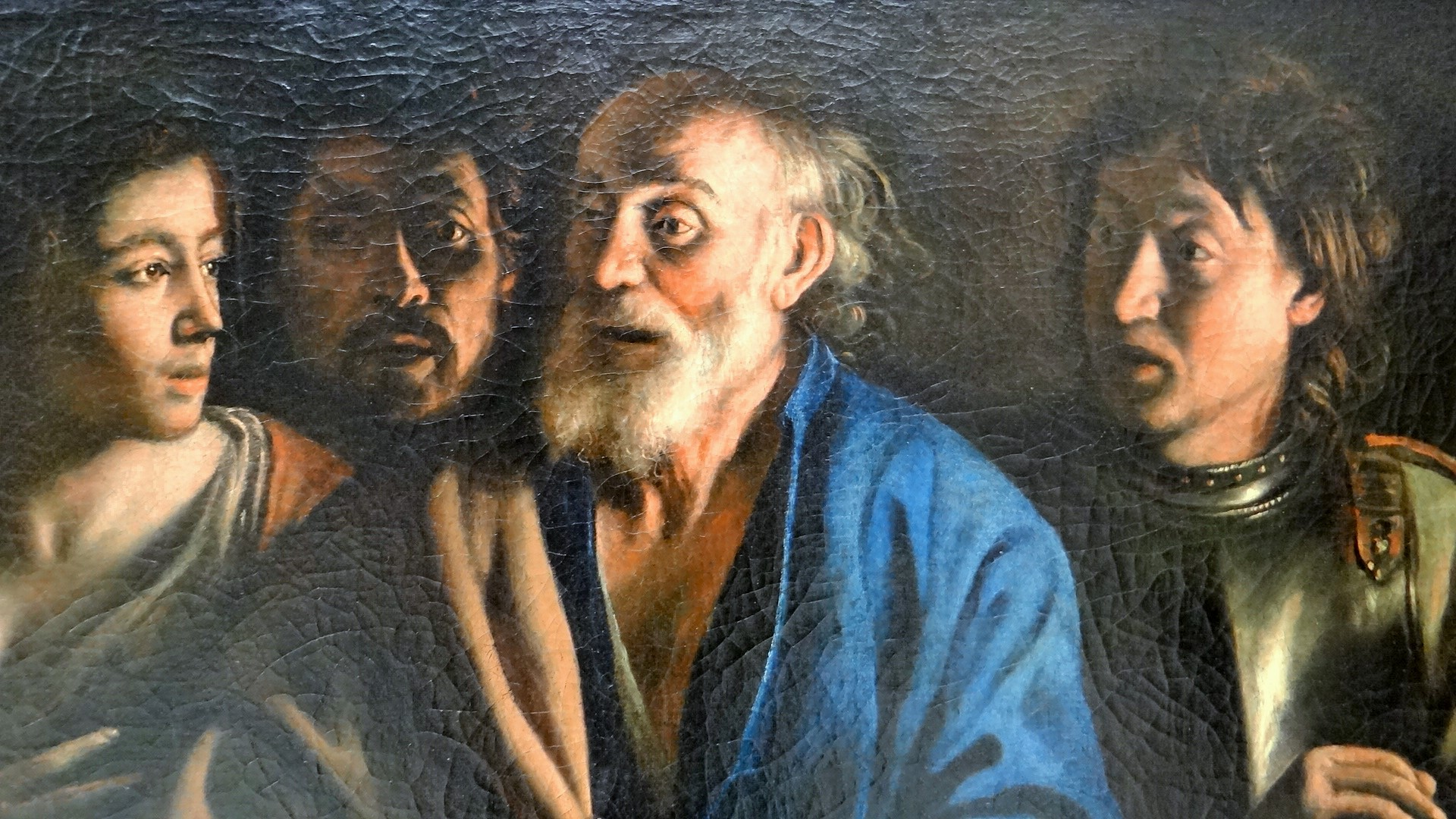
Mathieu Le Nain, De verloochening van Sint-Petrus, 1648

Zoals geldt voor alle verhalen over Jezus wordt er een verschil gemaakt tussen de religieuze betekenis in het christendom en in historische zin. De eerste betekenis wordt vooral bepaald in de theologie. De tweede betekenis valt binnen de zoektocht naar de historische Jezus, door historici die gebruik maken van de historisch-kritische methode.